# Fördraget i Bukarest (1918)
Fördraget i Bukarest var ett fredsfördrag som skrevs under den 7 maj 1918 i Rumäniens huvudstad Bukarest. Fördraget skrevs under av kungariket Rumänien (ministerpresident Alexandru Marghiloman) å ena sidan och centralmakterna å den andra. Fördraget satte slutligen punkt för striderna i norra Balkan, som pågått sedan augusti 1916 då Rumänien gått in i första världskriget på Ententens sida. 

## Huvudsakliga punkter
- Rumänien måste avträda södra Dobrudzja, ett område som erövrats år 1913 efter det andra Balkankriget, till Bulgarien - som skadestånd måste Rumänien även avträda delar av norra Dobrudzja, som tillfallit Rumänien efter Berlinkongressen år 1878. Resten av området skulle administreras av samtliga nationer i Centralmakterna.
- Rumänien måste avträda samtliga bergspass i Karpaterna till Österrike-Ungern.
- Rumänien måste låna ut sina oljekällor till Tyskland nio decennier framöver.
- Centralmakterna erkänner Bessarabiens anslutning till Rumänien.[1]

## Resultat
Kung Ferdinand I av Rumänien vägrade skriva under fördraget, som dock ändå trädde i kraft med så gott som omedelbar verkan. Dock var det av Rumänien avskydda fördraget inte särskilt långlivat, då Centralmakterna kapitulerade senare samma år. Versaillesfreden omintetgjorde Bukarestfreden och drog tillbaka de gamla gränserna, varpå Trianonfördraget såg till att Rumäniens territorium utökades kraftigt.

### Fotnoter
1. ↑  ”The Treaty of Bucharest, 7 May 1918”. www.mtholyoke.edu. Arkiverad från originalet den 23 februari 2013. https://web.archive.org/web/20130223024635/http://www.mtholyoke.edu/acad/intrel/routreat.html. Läst 1 november 2018.
2. ↑  ”Articles 248 - 263 - World War I Document Archive” (på engelska). wwi.lib.byu.edu. http://wwi.lib.byu.edu/index.php/Articles_248_-_263. Läst 1 november 2018.